# Colom feréstec de l'illa de Grenada
El colom feréstec de l'illa de Grenada (Leptotila wellsi) és un colom de la zona Neotropical, per tant un ocell de la família dels colúmbids (Columbidae). És endèmic de les zones de matoll de l'illa de Grenada.